# Paralimnus subefferatus
Paralimnus subefferatus är en insektsart som beskrevs av Mitjaev 1969. Paralimnus subefferatus ingår i släktet Paralimnus och familjen dvärgstritar. Inga underarter finns listade i Catalogue of Life.